# Lox
Lox là một món cá hồi phi lê ngâm nước muối. Lox thường được ăn kèm bagel (một loại bánh mì) và pho mát kem, được bày biện kèm cà chua, hành đỏ cắt lát, thỉnh thoảng có thêm nụ bạch hoa. Một số người Mỹ khi làm món trứng bác hoặc frittata cũng băm thêm lox và hành tây để cho vào.

## Thuật ngữ
Từ lox có nguồn gốc từ cách gọi cá hồi trong tiếng Đức (lachs), xa hơn nữa là bắt nguồn từ từ *laks- trong ngữ hệ Ấn-Âu, cũng có nghĩa là cá hồi.

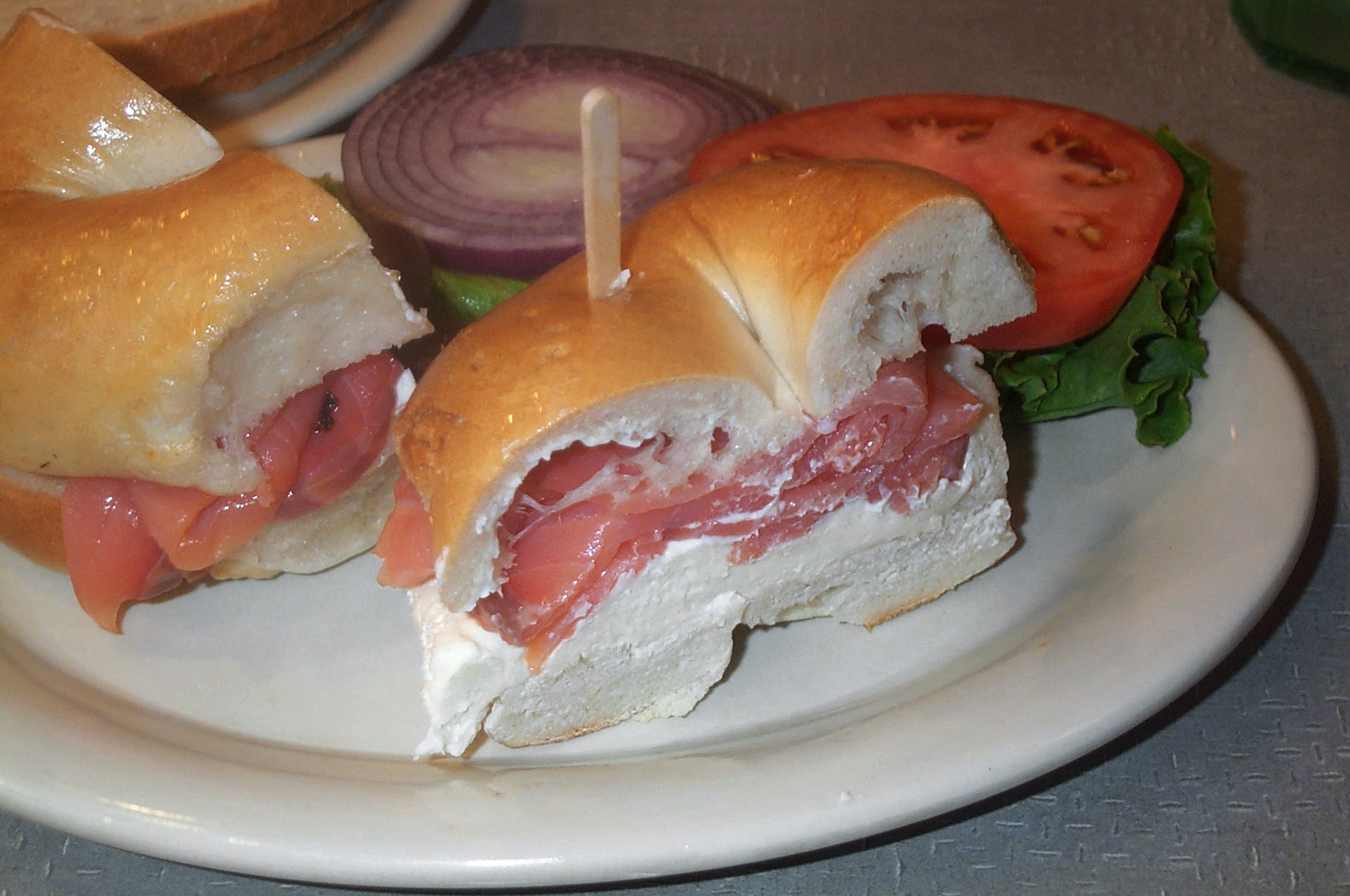
Lox và bánh kẹp pho mát kem